# Escapade (Schiff)
HMS Escapade (H17) war der als erster fertiggestellte der acht Zerstörer der E-Klasse der britischen Royal Navy. Im Zweiten Weltkrieg wurde der Zerstörer mit den Battle Honours „Atlantic 1939–1945“, „Norway 1940“, „Artic 1941–42“, „Malta Convoys 1942“ und „North Africa 1942“ ausgezeichnet.
Die Escapade war bei Kriegsende das einzige Schiff der E-Klasse im Dienst der Royal Navy und wurde ab Juni 1945 in der „1st Training Flotilla“ eingesetzt. 1946 wurde es außer Dienst gestellt und im Mai 1947 zum Abbruch verkauft.

## Geschichte
Die jeweils acht Zerstörer der Bauprogramme 1931 (E-Klasse) und 1932 (F-Klasse) entsprachen weitgehend den vier vorangegangenen Klassen. Die Zerstörer der E- und F-Klasse hatten allerdings verbesserte und vergrößerte Aufbauten und führten erstmals Ausrüstung zur U-Boot-Abwehr und eine Minensucheinrichtung mit. Um einen befürchteten Geschwindigkeitsverlust zu vermeiden, verfügten sie über eine verbesserte Rumpfform, die nach umfangreichen Untersuchungen ausgewählt wurde.
Am 1. Dezember 1932 bestellte die Admiralität die acht Zerstörer der E-Klasse, davon zwei bei Scotts Shipbuilding & Engineering Co. in Greenock, wo mit Anthony und Ardent schon zwei Zerstörer der A-Klasse entstanden waren. Die Kiellegung der Neubauten mit der Baunummern 556/557 erfolgte am 30. März 1932 und am 30. Januar 1934 lief die Escapade als erster der acht Zerstörer der Klasse vom Stapel. Am 30. August 1934 kam das Schiff als erstes der Klasse in den Dienst der Royal Navy; erstmals führte ein Schiff der Navy den Namen Escapade.
Das auch bei Scotts gebaute Schwesterschiff Escort wurde zwei Monate später fertiggestellt.

### Einsatzgeschichte
Zusammen mit ihren Schwesterschiffen ersetzte die Escapade ältere Zerstörer der V- und W-Klasse in der „5. Zerstörerflottille“ bei der Home Fleet, die von Januar bis März 1935 an der Westindien-Fahrt der Flotte teilnahm. Am 18. Juni kollidierte die Escapade mit ihrem Schwesterschiff Encounter vor Portland, wobei sie nur geringfügige Schäden erlitt.
Wegen der Abessinien-Krise war die Flottille vom September 1935 bis zum März 1936 zur Mediterranean Fleet abgeordnet. Während des Spanischen Bürgerkriegs kamen die Einheiten der 5. Flottille bei den der sogenannten Neutralitätspatrouillen zum Einsatz, um die Beschlüsse des Komitees für Nichteinmischung in die Angelegenheiten Spaniens durchzusetzen. Escapade hatte zwischen Januar 1937 und März 1939
fünf derartige Einsätze. Dabei kam es zu einer erneuten Kollision mit einem Schwesterschiff, als ihre Maschine während einer Manöverübung ausfiel und die Eclipse ihr nicht mehr ausweichen konnte. Der Schaden wurde in Gibraltar beseitigt.
1939 wurden die Schiffe der E-Klasse von den neu zulaufenden Zerstörern der K-Klasse in der Flottille ersetzt, die in „7th destroyer flotilla“ umnummeriert wurde.
Die Escapade kam am 16. Juni 1939 zur Reserveflotte in Devonport, wurde aber schon am 2. August mit einer weitgehend aus Reservisten bestehenden Besatzung wieder in Dienst gestellt, um an der Besichtigung der Reserve Flotte durch den König teilzunehmen. Die schon der Reserve zugeordneten Zerstörer der E-Klasse bildeten dann, ohne die Minenleger Esk und Express sowie der noch in der 7. Flottille eingesetzten Echo, die 12. Zerstörerflottille in Portland für Sicherungsaufgaben im Kanal.

### Kriegseinsätze
Der Zerstörer erfüllte 1939 mit den Einheiten der 12. Flottille Sicherungsaufgaben in den südwestlichen Zugangswegen zu den britischen Insel. Um das Jahresende verlegte dann die Flottille nach Rosyth, um den Handelsverkehr zwischen dem Vereinigten Königreich und Skandinavien gegen mögliche deutsche Angriffe zu schützen.
Als die Deutschen Anfang April 1940 Dänemark und Norwegen angriffen (Unternehmen Weserübung), gehörte die Escapade am 7. April zum ersten Verband der Royal Navy, der mit den Kreuzern Arethusa und Galatea sowie den weiteren Zerstörern Codrington, Griffin und Electra auslief, um die deutschen Schiffsbewegungen vor der norwegischen Küste aufzuklären.
In der Folgezeit wurde der Zerstörer bei den Versuchen zur Abwehr der deutschen Besetzung Norwegens mehrfach zur Sicherung von Schiffen der Home Fleet eingesetzt.

### Einsatz im Mittelmeer und vor Westafrika
Vom 17.–23. Juni 1940 verlegten der Schlachtkreuzer Hood und der Flugzeugträger Ark Royal mit den Zerstörern Escapade, Faulknor, Fearless und Foxhound („8th Destroyer Flotilla“) von Scapa Flow nach Gibraltar. Nach dem Eintreffen der Schlachtschiffe Resolution und Valiant, der Kreuzer Enterprise und Arethusa sowie der Zerstörer Escort, Foresight und Forester wurde der Verband mit der Ankunft des Befehlshaber Sommerville als Force H bezeichnet und war mit der bereits in Gibraltar stationierten „13th Destroyer Flotilla“ (acht ältere Zerstörer) für die folgenden Kriegsjahre einer der wichtigsten Flottenverbände der Royal Navy.
Die Escapade war an verschiedenen Einsätzen dieses Verbandes beteiligt und dann im September 1940 auch bei dem gescheiterten Versuch, Dakar zu besetzen (Operation Menace), und anschließend im Oktober bei der Besetzung von Französisch-Kamerun durch frei-französische und britische Truppen. Für diese Einsätze zur Schaffung eines von den Freien Franzosen kontrollierten französischen Gebietes bildeten die Home Fleet und Force H einen Sonderverband unter Admiral John Cunningham. Im November 1940 kehrte die Escapade wieder zur Home Fleet in die Heimatgewässer zurück.

### Einsätze ab 1941
In der Folgezeit lag der Einsatzschwerpunkt des Schiffs in der Sicherung von Geleitzügen von und zu den Britischen Inseln. Nach dem Angriff der Deutschen auf die Sowjetunion kamen zu den Geleitzügen über den Atlantik die Nordmeergeleitzüge hinzu. Der erste Einsatz des Zerstörers zur Unterstützung des neuen Alliierten fand Ende Juli 1941 statt, als er mit den Schweren Kreuzern Devonshire und Suffolk und den Zerstörern Echo, Eclipse und Intrepid Angriffe der Flugzeugträger Furious und Victorious auf Kirkenes und Petsamo sicherte. Um den Zerstörern die nötige Reichweite zu geben, wurden sie im Nordmeer vom Tanker Black Ranger versorgt, den zwei weitere Zerstörer sicherten.

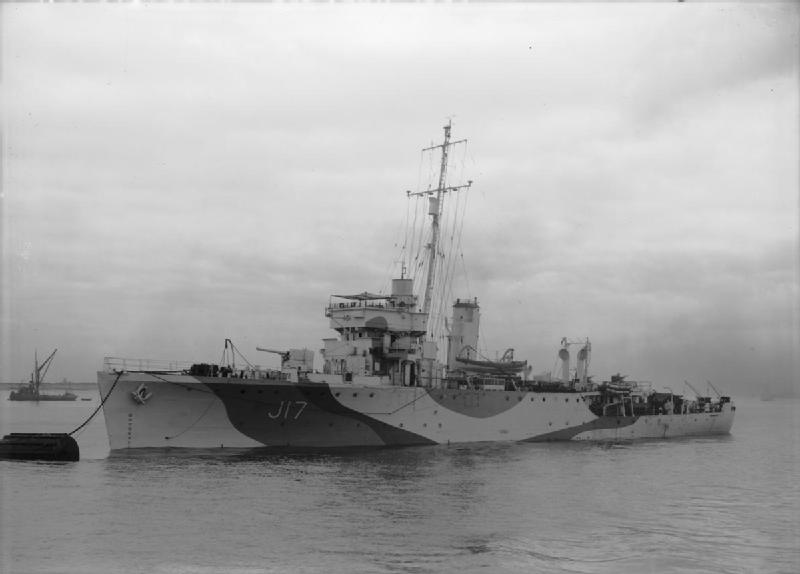
HMS Speedy 1944

Ende August folgte dann die Ferndeckung des Versuchsgeleitzugs Dervish und Ende September die Sicherung des Geleitzugs PQ 1 mit der Suffolk und den Zerstörer Impulsive, Anthony und Antelope sowie vier Minensuchern der Halcyon-Klasse. Der Konvoi erreichte Archangelsk am 11. Oktober ohne Feindberührung. Im Dezember 1941 folgte noch ein weiterer Einsatz mit dem Kreuzer Edinburgh und dem Zerstörer Echo am Geleitzug PQ 6, der auch ohne Feindberührung Murmansk erreichte. Zwar stieß die 8. deutsche Zerstörerflottille mit Z 23, Z 24, Z 25 und Z 27 in Unkenntnis des Konvois entlang der Kola-Küste vor und traf auf die zur Aufnahme des Konvois PQ 6 ausgelaufenen Minensuchboote Hazard und Speedy, die irrtümlich als russische Zerstörer angesprochen wurden. Die britischen Minensuchboote nahmen das aussichtslose Gefecht an, um den erwarteten Konvoi zu warnen, Speedy erhielt dabei vier Treffer, konnte aber entkommen. Die deutschen Zerstörer brachen im Glauben, einen Zerstörer versenkt zu haben und in der richtigen Erwartung, das stärkere Kräfte aus Murmansk zur Hilfe eilten, das Gefecht ab.
1942 war die Escapade als Sicherungszerstörer der Ferndeckungsgruppe bei den Geleitzügen QP 4, PQ 13, QP 9, PQ 14, QP 10, PQ 15, QP 11 und QP 12 bis zum Sommer beteiligt.
Im Juni 1942 wurde das Schiff zusammen mit vielen anderen Einheiten der Home Fleet bei der Operation Harpoon eingesetzt, um den Erhalt von Malta als britischer Stützpunkt zu sichern.
Anschließend erfolgte noch ein weiterer Einsatz im Nordmeer in der Ferndeckungsgruppe des Geleitzugs PQ 17.
Nach einer Überholung erledigte der Zerstörer Escapade einige Sonderaufgaben und wurde dann im November 1942 zur Unterstützung der alliierten Landungen in Nordafrika (Operation Torch) herangezogen.

### U-Boot-Jäger
Mit verstärkter U-Boot-Abwehr- und Flugabwehr-Bewaffnung wurde der Zerstörer ab Beginn des Jahres 1943 zur Sicherung von Geleitzügen im Nordatlantik eingesetzt. Dabei war er im Mai 1943 auch an der Versenkung eines deutschen U-Bootes (U 752) beteiligt. Er wurde in der „3rd Escort Group (B3)“ eingesetzt, zu der auch die polnischen Zerstörer Garland, Burza und die britische Harvester sowie etliche britische und frei-französische Korvetten gehörten.

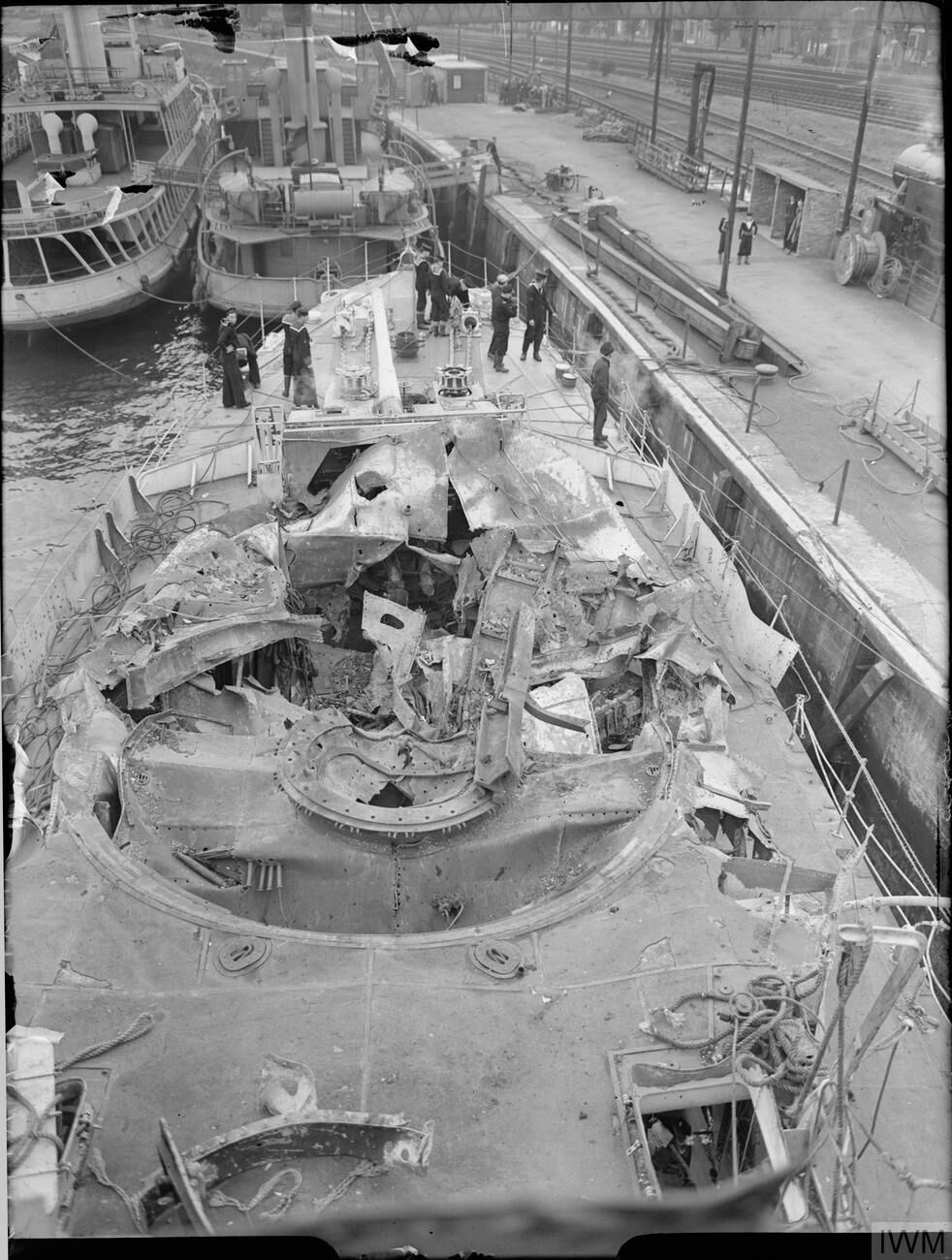
Das beschädigte Vorschiff nach dem Hedgehog-Unfall

Von Anfang Juni bis Anfang September 1943 wurde die Escapade in Cardiff überholt und erhielt auch einen geteilten Hedgehog-Werfer seitlich des B-Geschützes.
Am 20. September 1943 wurde er bei der vorzeitigen Explosion von Granaten seines Hedgehog-Werfers schwer beschädigt. Der Zerstörer musste seinen Geleitauftrag abbrechen und wurde schließlich auf der Marinewerft in Portsmouth repariert. Dabei wurde das Schiff erneut umbewaffnet und erhielt zwei neue Squid-Werfer anstelle des Buggeschützes. Auch das Heckgeschütz und die 1940 an Stelle des hinteren Torpedorohrsatzes installierte 76-mm-12-pdr-Flak wurden ausgebaut zugunsten eines größeren Wasserbombenvorrats. Nach über 15 Monaten Reparatur bereitete sich der Zerstörer im Januar 1945 wieder auf neue Einsätze vor. Er blieb im britischen Küstenbereich im Einsatz und transportierte im Mai 1945 norwegisches Personal in die Heimat. Ab Juni 1945 wurde der Zerstörer in der „1st Training Flotilla“ zum Training der U-Boot-Abwehr eingesetzt.
Nach dem Kriegsende wurde die Escapade 1946 aus der Liste der aktiven Schiffe der Royal Navy gestrichen und zur Verschrottung verkauft, die ab Sommer 1947 in Grangemouth erfolgte.